# زوران باتروویچ
زوران باتروویچ (انگلیسی: Zoran Batrović؛ زادهٔ ۴ فوریهٔ ۱۹۵۸) بازیکن فوتبال اهل یوگسلاوی بود.
از باشگاه‌هایی که در آن بازی کرده‌است می‌توان به باشگاه فوتبال دپورتیوو لاکرونیا، باشگاه فوتبال سوتیسکا نیکشیچ، و باشگاه فوتبال پارتیزان اشاره کرد.
وی همچنین در تیم ملی فوتبال یوگسلاوی بازی کرده‌است.